# Zidkatcha Zedek
Zidkatcha Zedek (hebräisch צִדְקָתְךָ צֶדֶק, "Die von Dir gelehrte Pflichtgerechtigkeit ") ist ein Gebet, das aus einer Gruppe von drei Versen besteht, die am jüdischen Nachmittagsgebet (Mincha) am Schabbat vorgetragen werden. Diese sind den drei Gerechten gewidmet, die nach dem Zohar am Schabbatnachmittag starben, so Joseph, Moses und König David.

## Beschreibung
Laut der aschkenasischen Tradition werden die Psalmen 119:142, 71:19 und 36:7 in dieser Reihenfolge vorgetragen. Nach der sephardischen Tradition werden die Psalmen in der Reihenfolge ausgewählt, in der Joseph, Moses und König David in den Psalmen erscheinen.
Joel Serkes behauptet, dass Moses nicht am Schabbatnachmittag, sondern am Freitag verstarb, aber nicht vor Schabbat Nachmittag begraben wurde. Andere erklären, dass damit daran erinnert werden soll, dass die Sünder unmittelbar nach Schabbat in das Totenreich zurückkehren.
Der Vortrag dieser Verse bedeutet auch Gottes Gericht – Ziduk Hadin (צִדּוּק הדִּין, "die Gerechtigkeit von Gottes Gericht") – zu akzeptieren. Es drückt die Überzeugung aus, dass Gott in seinen Handlungen gerecht ist, auch wenn sie scheinbar negativ in den Augen der Menschen erscheinen. Das Gebet soll am bevorstehenden Ende des Tages vorgetragen werden, womit auf die Endzeitstimmung angespielt wird, wonach es angemessen ist dieses Gebet aufzusagen.
Wenn Tachanun werktags weggelassen wurde, muss ebenfalls auf Zidkatcha Zedek am Schabbat verzichtet werden. Der Grund liegt darin, dass durch das Weglassen des Tachanun ein zusätzliches Freiheitsglück werktags entstanden ist, das die Trauergefühle, die für die Zidkatcha Zedek am Schabbat erforderlich sind, negiert.
Wegen der Endzeitstimmung, die mit dieses Gebet angedeutet wird, ergibt sich die Sitte nach dem Minchagebet keinen Schabbatgruß mehr zu wünschen.

## Text und Übersetzung
| צִדְקָתְךָ צֶדֶק לְעוֹלָם וְתוֹרָתְךָ אֱמֶת: וְצִדְקָתְךָ אֱלֹהִים עַד מָרוֹם אֲשֶׁר עָשִׂיתָ גְדֹלוֹת אֱלֹהִים מִי כָמוֹךָ: צִדְקָתְךָ כְּהַרְרֵי אֵל מִשְׁפָּטֶךָ תְּהוֹם רַבָּה אָדָם וּבְהֵמָה תוֹשִׁיעַ ה': | “ |
| – Siddûr tefillôt Yiśrāʾēl |   |

„Die von Dir gelehrte Pflichtgerechtigkeit ist das ewige Recht und Deine Lehre Wahrheit.
Und Deine Liebesgerechtigkeit, Gott, reicht bis in die Höhe hinein, der Du Großes geübt hast, Gott, wer gleicht Dir!
Deine Milde ist wie die Allmachtsberge, Deine Gerichte sind die große Flut, Menschen und Vieh willst, Gott, Du helfen.“